# Lijst van marathons in België
Deze pagina bevat een lijst van marathons die in België gehouden worden of werden. In totaal namen er in 2023 ongeveer 11.211 hardlopers deel aan een van de 13 gehouden marathons in België. Dat zijn ongeveer 3.300 deelnemers meer dan in 2022.

## Actueel
| Marathon                             | Plaats       | Maand          | Tarief | Eerste editie | Deelnemers 2016 | 2017 | 2018 | 2019 | 2021 | 2022 | 2023 | 2024 | 2025 | Website |
| ------------------------------------ | ------------ | -------------- | ------ | ------------- | --------------- | ---- | ---- | ---- | ---- | ---- | ---- | ---- | ---- | ------- |
| Marathon van Leuven                  | Leuven       | april          |        | 2025          |                 |      |      |      |      |      |      |      | 9648 |         |
| Marathon van Antwerpen               | Antwerpen    | oktober        | 90-120 | 1980          | 1967            | 1991 | 2500 | 2681 |      | 1057 | 2806 | 3932 |      |         |
| Marathon van Gent                    | Gent         | maart          | 90-105 | 2017          | 0               | 1086 | 989  | 759  |      | 1782 | 2112 | 3523 | 4379 |         |
| Great Bruges Marathon                | Brugge       | oktober        | 90-105 | 2017          | 0               | 2119 | 1785 | 1643 |      | 1243 | 1803 | 1970 |      |         |
| Marathon van Brussel                 | Brussel      | oktober        | 90-120 | 1984          | 1429            | 1437 | 1600 | 1343 |      | 1077 | 1381 | 2451 |      |         |
| Marathon International de Namur      | Namen        | april          | 65-89  | 2018          | 0               | 0    | 1448 | 632  |      | 837  | 804  | 1125 | 1015 |         |
| Nieuwpoort Marathon                  | Nieuwpoort   | september      | 75     | 2021          |                 |      |      |      | 218  | 287  | 436  | 742  |      |         |
| Nationaal Park Marathon Maasmechelen | Maasmechelen | februari/maart | 50-75  | 2023          |                 |      |      |      |      |      | 289  | 793  | 565  |         |
| Great Breweries Marathon             | Puurs        | mei            | 70-90  | 2016          | 935             | 824  | 565  | 568  |      | 793  | 585  | 709  | 502  |         |
| Maasmarathon                         | Wezet        | mei            | 40-60  | 2001          | 510             | 643  | 525  | 451  |      | 292  | 325  | 378  | 417  |         |
| Nacht van Vlaanderen                 | Torhout      | juni           | 45     | 1991          | 233             | 214  | 256  | 280  |      | 164  | 257  | 265  | 298  |         |
| In Flanders Fields Marathon          | Ieper        | september      | 37-55  | 1999          | 529             | 413  | 901  | 350  |      | 205  | 194  | 257  |      |         |
| Marathon Kasterlee                   | Kasterlee    | november       | 30-40  | 2004          | 298             | 258  | 266  | 272  |      | 190  | 201  | 222  |      |         |
| Marathon van Kampenhout              | Kampenhout   | mei            |        | 2010          | 73              | 77   | 88   | 78   |      | 0    | 18   | 23   | 0    |         |

De marathons van Antwerpen, Brussel, Gent, Hamme, Tongere en Torhout zijn in 2023 door de internationale Atletiekfederatie gecertificeerd voor de internationale marathonranglijst.
(Geactualiseerd tot 10 mei 2025)

## Totaal aantal deelnemers
Het aantal (gefinishte) deelnemers aan een marathon in België kende een sterke groei vanaf 2016, maar is in 2019 weer gedaald.
| Jaar | Aantal | Verschil      |
| ---- | ------ | ------------- |
| 2016 | 6.189  |               |
| 2017 | 9.576  | 3.387 (+55%)  |
| 2018 | 11.240 | 1.310 (+17%)  |
| 2019 | 9.345  | -1.895 (-17%) |
| 2022 | 7.927  | -1.418 (-15%) |
| 2023 | 11.211 | 3.284 (+41%)  |
| 2024 | 16.390 | 5.179 (+46%)  |

(Geactualiseerd tot 20 december 2024)

## Niet meer gehouden
Gesorteerd op aantal gehouden edities.
- Guldensporenmarathon  - Gehouden van 1987 t/m 2007
- Marathon van Berchem - Gehouden van 1970 t/m 1994
- Baccara Marathon - Gehouden van 1985 t/m 2004
- Marathon van Huy - Gehouden van 1985 t/m 2004
- Louis Persoons Memorial Marathon (Genk) - Gehouden van 2001 t/m 2018.  Laatste editie 218 deelnemers
- Kust Marathon (Middelkerke) - Gehouden van 1985 t/m 1999
- Marathon van Beloeil - Gehouden van 1993 t/m 2004
- Molendorp Marathon (Ruiselede) - Gehouden van 1983 t/m 1992
- Piste Marathon Schaarbeek - Gehouden van 2001 t/m 2010
- Nature au Coeur de l’Ardenne - Gehouden van 2005? t/m 2013?
- Marathon der Noorderkempen - Gehouden van 2007 t/m 2013
- Spa to Liège - Gehouden van 1993 t/m 1996
- Marathon Oostende - Gehouden van 2011 t/m 2014. Laatste editie 233 deelnemers
- Marathon van Grensland - Gehouden van 1988 t/m 1990
- Dwars door Grijsloke - Gehouden van 1992 t/m 1994
- Kust Marathon (Oostende) - Gehouden van 2004 t/m 2006
- Bardelaereloop (Lembeke) - Gehouden van 2014 t/m 2016.  Laatste editie 25 deelnemers
- Bosmarathon[7] - Gehouden van 2009 t/m 2019
- Vlaanderens Mooiste Marathon - Gehouden van 2013 t/m 2019, niet jaarlijks. Laatste editie 87 deelnemers
- Leiemarathon - Gehouden van 2007 t/m 2021. Twee ronden van 21,1 kilometer.